# 가잘

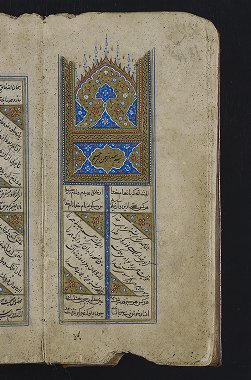
18세기 중엽의 가잘과 루비야트 컬렉션의 삽화 헤드피스

가잘(아랍어: غَزَل, 우르두어: غزَل, 힌디어: ग़ज़ल, 페르시아어: غزل, 아제르바이잔어: qəzəl, 튀르키예어: gazel, 우즈베크어: gʻazal, 구자라트어: ગઝલ)은 아랍어 시에서 유래한 애모 시 또는 오드의 한 형태이다. 가잘은 그 고통에도 불구하고 상실이나 이별의 고통과 사랑의 아름다움에 대한 시적인 표현으로 이해될 수 있다.
가잘의 형태는 7세기 아랍 시에서 유래한 것으로 고대이다. 이 가잘은 12세기에 수피즘과 새로운 이슬람 술탄 국가의 법정의 영향으로 남아시아로 퍼져나갔고, 현재는 인도 아대륙과 터키의 많은 언어들로 이루어진 시의 한 형태이다.
가잘은 일반적으로 5개에서 15개의 2행 연구로 구성되는데, 이것은 독립적이지만 추상적으로, 그들의 주제에서, 그리고 더 엄격하게 시적인 형태로 연결되어 있다. 가잘의 구조적 요건은 페트라르칸 소네트 요건과 엄격성이 유사하다. 스타일과 내용에서, 그것의 매우 독특한 특성 때문에, 가잘은 사랑과 이별이라는 그것의 중심 주제들을 중심으로 놀랄 만큼 다양한 표현을 할 수 있다는 것을 증명했다.

## 같이 보기
- 카왈리